# تلما رکا (روانپزشک)
تلما رکا (اسپانیایی: Telma Reca) زادهٔ  ۸ ژانویهٔ ۱۹۰۴ و مرگ به تاریخ ۱۶ ژوئن ۱۹۷۹م، در سن ۷۵ سالگی، یک روان‌پزشک آرژانتینی بود.
تلما رکا از پیشگامان روان‌شناسی و روان‌پزشکی کودکان و نوجوانان بود و در ایجاد تخصص روان‌شناسی کودک درآرژانتین، نقشی مهم داشت. در نتیجهٔ فعالیت وی تقسیمات جدید اداری در دستگاه بهداشت و سلامت دولتی در آرژانتین به وجود آمد.